# Midwest (Wyoming)
Midwest és una població dels Estats Units a l'estat de Wyoming. Segons el cens del 2000 tenia 408 habitants.

## Demografia
Segons el cens del 2000, Midwest tenia 408 habitants, 149 habitatges, i 101 famílies. La densitat de població era de 358 habitants/km².
Dels 149 habitatges en un 38,9% hi vivien nens de menys de 18 anys, en un 53% hi vivien parelles casades, en un 11,4% dones solteres, i en un 32,2% no eren unitats familiars. En el 26,2% dels habitatges hi vivien persones soles el 13,4% de les quals corresponia a persones de 65 anys o més que vivien soles. El nombre mitjà de persones vivint en cada habitatge era de 2,74 i el nombre mitjà de persones que vivien en cada família era de 3,33.
Per edats la població es repartia de la següent manera: un 33,6% tenia menys de 18 anys, un 5,4% entre 18 i 24, un 29,9% entre 25 i 44, un 22,1% de 45 a 60 i un 9,1% 65 anys o més.
L'edat mediana era de 33 anys. Per cada 100 dones de 18 o més anys hi havia 99,3 homes.
La renda mediana per habitatge era de 30.000 $ i la renda mediana per família de 33.125 $. Els homes tenien una renda mediana de 28.000 $ mentre que les dones 20.625 $. La renda per capita de la població era de 12.891 $. Entorn del 25% de les famílies i el 29,1% de la població estaven per davall del llindar de pobresa.

## Poblacions més properes
El següent diagrama mostra les poblacions més properes.